# Волфганг фон Изенбург-Бюдинген
Волфганг фон Изенбург-Бюдинген (на немски: Wolfgang Fürst zu Ysenburg und Büdingen in Büdingen; * 30 март 1877, Бюдинген; † 29 юли 1920, Гьосвайнщайн) е 4. и последен княз на Изенбург-Бюдинген-Бюдинген (1906 – 1918).

## Биография
Той е син на княз Бруно фон Изенбург-Бюдинген (1837 – 1906) и втората му съпруга графиня Берта Амалазунда Жени Августа Амалия Фани Луиза фон Кастел-Рюденхаузен (1845 – 1927), дъщеря на наследствен граф Лудвиг Франц Адолф Фридрих Карл фон Кастел-Рюденхаузен (1805 – 1849) и фрайин Фридерика Мария Кристиана фон Тюнген (1818 – 1888).
Като племенен господар Волфганг е от 1906 г. до Ноемврийската революция през 1918 г. автоматически член на 1. камера на господарите в народното събрание на Велико херцогство Хесен. От 1897 г. той е член на Corps Saxonia Göttingen.

## Фамилия
Волфганг фон Изенбург-Бюдинген се жени на 26 септември 1901 г. в Зомерхаузен за графиня Аделхайд фон Рехтерен-Лимпург (* 31 март 1881, Айнерсхайм; † 27 декември 1970, Вюрцбург), дъщеря на наследствен граф Фридрих Райнхард Албрехт фон Рехтерен-Лимпург-Шпекфелд (1841 – 1893) и графиня Кристина фон Щолберг-Вернигероде (1853 – 1933). Те нямат деца.